# Maggie Nicols

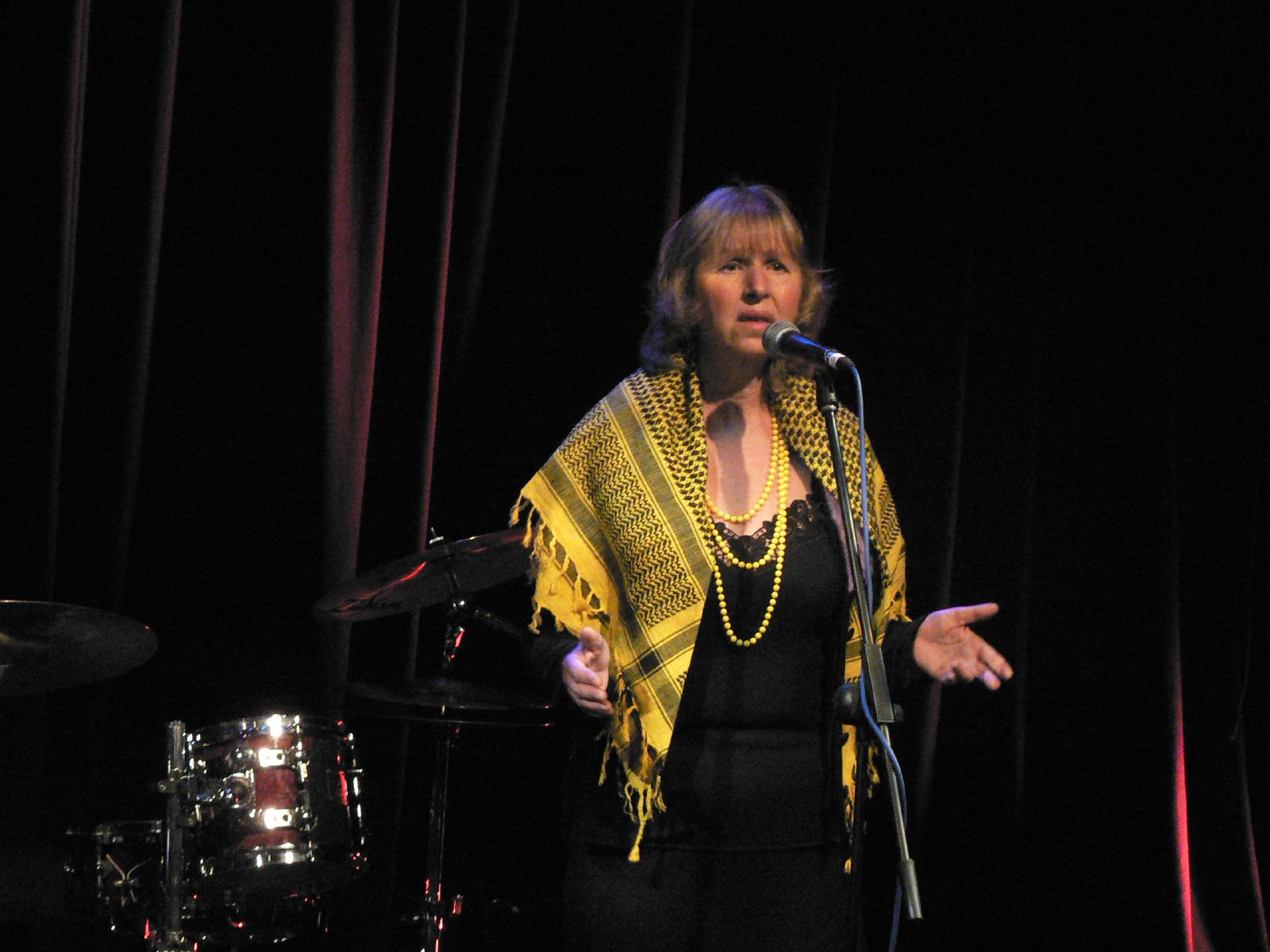
Maggie Nicols (2007)

Maggie Nicols (* 24. Februar 1948 als Margaret Nicholson in Edinburgh) ist eine schottische Jazzsängerin (Free Jazz, Neue Improvisationsmusik) und Tänzerin. „Mit ihrer warmen, weichen Stimme“ kann sie Martin Kunzler zufolge nahtlos „zwischen Melodie, Klang, Geräusch und Sprache“ wechseln und die „Ansprüche von freier Improvisation und Liedhaftigkeit (zu) vereinen“. Der Kritiker Rainer Köhl wies darauf hin, dass es auch eine individuell genutzte Kunst von Maggie Nicols ist, „ihr eigenes Tun, das ihrer Musizierpartner oder des Publikums ganz spontan musikalisch zu kommentieren: herrlich ironisch, höchst virtuos.“

## Leben und Wirken
Nicols verließ mit 15 Jahren die Schule und begann als Tänzerin (u. a. im Moulin Rouge) zu arbeiten. Sie sang dann auch in Nachtclubs und begann mit dem Bop-Pianisten Dennis Rose zu arbeiten. 1968 ging sie nach London und wurde als Maggie Nichols Mitglied von John Stevens "Spontaneous Music Ensemble" (gemeinsam mit Trevor Watts und Johnny Dyani) und trat mit der Gruppe auch beim ersten Total Music Meeting in Berlin auf. Um 1970 veranstaltete sie Stimmworkshops im Oval House Theatre in London, wo sie auch in einigen freien Theaterproduktionen auftrat. Kurz darauf wurde sie Mitglied von Keith Tippetts großformatiger "Centipede", wo sie erstmals mit Julie Tippetts arbeitete. Mit ihr, Phil Minton und Brian Ely gründete sie das Vokalquartett Voice. Zur gleichen Zeit begann sie die Zusammenarbeit mit dem Schlagzeuger Ken Hyder und seiner Gruppe Talisker; mit Hyder unterhielt sie später das Duo Hoots and Roots, das gleichfalls schottische Folkmusik reflektierte.
In den späten 1970er Jahren gründete sie gemeinsam mit Lindsay Cooper die Feminist Improvising Group, die europaweit erfolgreich auftrat. Sie war auch die Organisatorin der multi-medialen Performance-Gruppe Contradictions, die ihre Arbeit 1980 begann. Gemeinsam mit der Pianistin Irène Schweizer und der Bassistin Joëlle Léandre arbeitet sie seit den 1980ern im Trio Les Diaboliques zusammen. Mit dem Pianisten Pete Nu bildete sie ein Duo; mit den Avantgardistinnen Charlotte Hug und Caroline Kraabel spielte sie ebenso wie mit Pinguin Moschner und Joe Sachse im Trio. Anfang der 1990er Jahre war sie Mitglied des Dedication Orchestra. Auf dem Moers Festival trat sie alleine, in einem Solokonzert, auf. Regelmäßig arbeitet sie mit einem großen Improvisations-Workshop The Gathering. Auch war sie mit Cats Cradle und Sean Bergins Song Mob (mit Han Bennink, Minton und Michael Moore) auf Tournee. In den letzten Jahren trat sie auch im Trio Blurb mit John Russell und Mia Zabelka auf, im Duo mit Musikern wie Phil Hargreaves, Mandhira de Saram oder Peter Urpeth und mit dem Glasgow Improvisers Orchestra. Gemeinsam mit dem Berliner Trio I am Three & Me (Silke Eberhard, Nikolaus Neuser, Christian Marien) interpretiert sie zudem Songs von Charles Mingus.

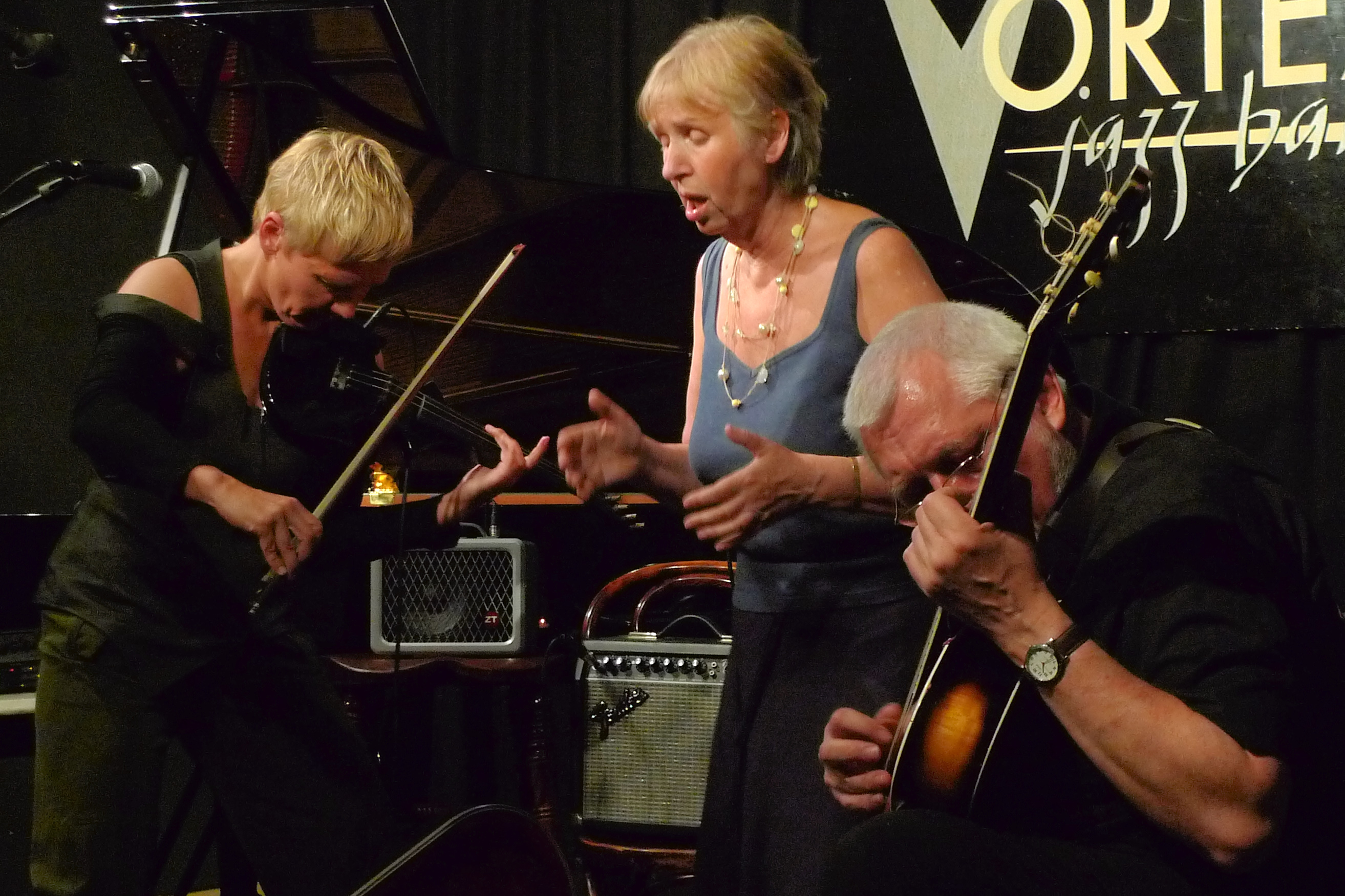
Maggie Nicols (Mitte) bei einem Auftritt mit dem Trio Blurb im Londoner Vortex Jazz Club (2011)

Nicols hat in zahlreichen weiteren Projekten gearbeitet. Sie ist an der radikalen Erweiterung der stimmlichen Ausdrucksmöglichkeiten interessiert und verknüpft diese textlich und szenisch mit Darstellungen des Frauenalltags und Stepptanz, singt aber auch gerne melodische Songs.

## Diskographische Hinweise
- Creative Contradiction (Takuroku, 2020)
- Are You Ready? (2023)